# Vogelpark "De Lorkeershoeve"
Vogelpark De Lorkeershoeve is een vogelpark in het Overijsselse Lutten nabij Hardenberg.

## Geschiedenis
De naam van het park is afgeleid van de achternaam van de familie Jansen of Lorkeers. In 2007 werden plannen gemaakt om een vogelpark te beginnen. Na het regelen van vergunningen en de bouw van het park kon na drie jaar op 4 augustus 2010 het park geopend worden voor het publiek. In 2011 volgde een midgetgolfbaan. Met ingang van 2020 is er een doorloopvoliere met grasparkieten bijgekomen. Ook is het park uitgebreid met meer unieke pluimveerassen, om deze reden is ook de naam gewijzigd naar Vogel en pluimvee park de Lorkeershoeve.

## Algemene informatie
Op het vogel en pluimvee park van bijna twee hectare staan naast een restaurant, ook vele volières met exotische vogels, waaronder een doorloopvoliere met grasparkieten en een uilenburcht. Ook zijn er op het park unieke pluimveerassen te zien. Er zijn wandelpaden en tuinen, beelden en vijverpartijen. Er is ook een speeltuin en dierenweide voor kinderen en een 9-holes midgetgolfbaan.